# Natuurpark Corona Forestal
Het Natuurpark Corona Forestal (Spaans: Parque natural de la Corona Forestal) is een natuurpark op  Tenerife (Canarische Eilanden) in Spanje. Het natuurpark werd opgericht in 1994 en is  hectare groot. Het natuurpark ligt om het Nationaal park Teide heen en beschermt de bossengordel (onder andere Canarische den) om de vulkaan. In het park komt blauwe vink voor. 